# Oton Vinski
Oton Vinski, nato Otto Weiss (Osijek, 20 marzo 1877 – Campo di concentramento di Jasenovac, 1942), è stato un banchiere croato di origine ebrea, vittima dell'Olocausto.

## Biografia
Vinski nacque a Osijek nel 1877 da Franjo e Berta Weiss. Era sposato con Štefanija Alexander, della prominente famiglia ebrea degli Alexander di Zagabria. La coppia ebbe due figli: Zdenko, che diverrà un archeologo, e Ivo. Nel 1918 cambiò il suo nome e cognome, diventando Oton Vinski. Lavorò come procuratore e amministratore delegato della "Hrvatske escomptne banke" a Zagabria.
Durante la seconda guerra mondiale Vinski, essendo di origine ebrea, venne arrestato e deportato assieme alla suocera Ilka Alexander nel campo di concentramento di Jasenovac, dove vennero uccisi nel 1942. Per un caso fortuito la moglie e i figli non erano in casa durante l'arresto di Oton e scamparono alla deportazione. I tre sopravvissero alla guerra. La moglie morì a Zagabria nel 1959.